# Хачынчай
Хачынча́й или Хачинчай (азерб. Xaçınçay, азерб. Xaçın — Хачы́н, арм. Խաչեն — Хаче́н) — река в Азербайджане, правый приток Куры.
Река протекает по территории Кельбаджарского, Тертерского, Агдамского и Бардинского районов.
Берёт начало на южном склоне горы Уюхлу. Течёт на северо-восток. В верховьях протекает по Карабахскому нагорью (северо-восточная часть Армянского нагорья), а в низовьях — на Кура-Араксинской низменности. В горах на реке сооружено Хачинчайское водохранилище. Выходит на равнину у посёлка Максудлу. После пересечения Верхне-Карабахского канала русло реки канализовано. Впадает в Куру с правого берега.
Хачен был одной из трёх главных рек Арцаха. В средние века называлась по-армянски Хаченагет. Во второй половине XVIII — начале XIX вв. (период существования Карабахского ханства) называлась Хачин-чай.
Источниками реки являются грунтовые, подземные и дождевые воды.

## Водохранилище
В Агдамском районе Азербайджана, на реке Хачынчай расположено Хачинчайское водохранилище. Близ водохранилища находятся сёла Джинли, Алиагалы и Алимадатли.
Вместительность водоёма составляет 23 млн м³, площадь — 1,76 км².
Функционировало с 1964 по 1993 год. С 1993 года и до ноября 2020 года находилось под контролем непризнанной Нагорно-Карабахской Республики. В 2021 году Азербайджан приступил к очистке прилегающей к водохранилищу территории от мин.